# 오스트레일리아검은쥐
오스트레일리아검은쥐(Rattus colletti)는 시궁쥐속에 속하는 설치류의 일종이다. 검은쥐(dusky rat) 또는 콜레트쥐(Collett's Rat)로도 불린다. 오스트레일리아 노던 준주의 몬순 해안 하부 지역에서만 발견된다.